# Murcia
Murcia je hlavní město autonomního společenství Murcijského regionu. Leží na řece Segura v jihovýchodním Španělsku. Podle sčítání z roku 2012 žije v Murcii 441 354 obyvatel, což ji činí sedmým největším městem v celém Španělsku.

## Historie

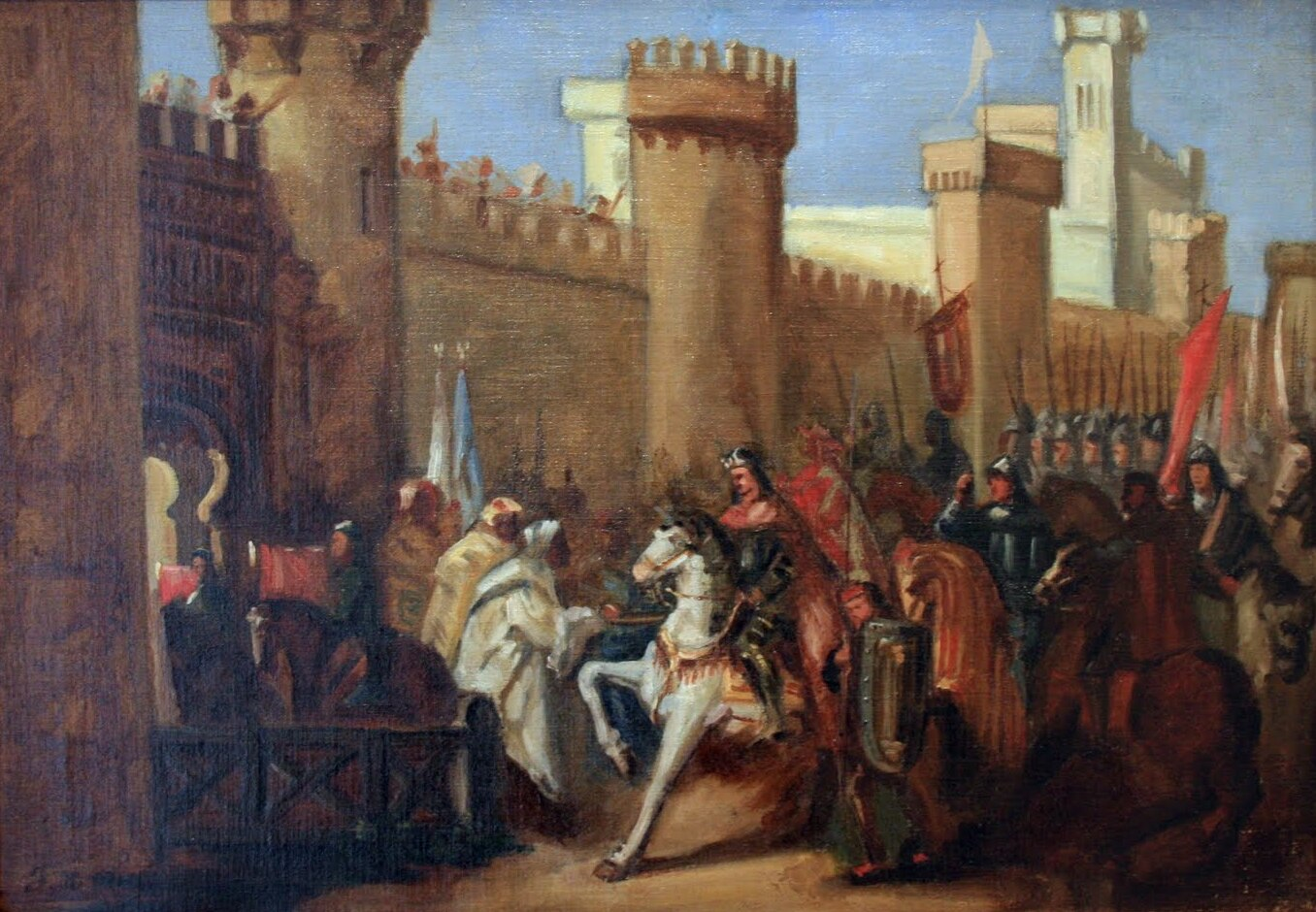
příjezd Jakuba I. Aragonského

Město bylo založeno v první polovině 9. století Maury. Brzy se stalo významným obchodním centrem. V roce 1172 byla Murcia dobyta severoafrickými Almohady. V roce 1243 získal město v rámci reconquisty Ferdinand III. Kastilský. Následně přišla do města řada křesťanských obyvatel, což vyvolalo roku 1264 u dříve většinových muslimů povstání. To bylo v roce 1266 poraženo Jakubem I. Aragonským. Následoval příliv dalších obyvatel z Aragonie a Katalánska. Přes snahu Jakuba II. Aragonského v roce 1296 získat město pro Aragonskou korunu, stala se Murcia v roce 1304 součástí Kastilské koruny. Po dobytí posledního muslimského království v Granadě roku 1492 (se kterým Murcia na západě sousedila) se otevřela cesta k větší prosperitě a rozvoji města. v 18. století prošla Murcia významnou přestavbou a velká část historických staveb ve městě pochází právě z tohoto období. Od roku 1833 je Murcia hlavním městem stejnojmenného regionu Murcia. I v současné době je Murcia hlavním obchodním centrem regionu. Hlavní příjmy obyvatel tvoří především okolní zemědělství, méně turistů nahrazuje velký počet studentů dvou místních univerzit.

## Město, památky a významné stavby
Historická část města leží severně od řeky Segury. Murcijské historické stavby jsou převážně barokní a renesanční. Nejvýznamnější stavbou je barokní katedrála Catedral de Murcia z první poloviny 18. století. Najdeme ji na Plaza del Cardenal Bellugo, nedaleko od řeky. Katedrála se začala stavět již ve 14. století, má bohatě zdobenou fasádu. Jižně od katedrály, na nábřeží stojí neoklasická budova radnice Ayuntamiento de Murcia z let 1846–1848. Vedle radnice je Biskupský palác (Palazio Episcopal) z let 1748–68. Starý most Puente Viejo spojuje severní a jižní část města. Jednou z hlavních ulic v centru Murcie je úzká Calle Traperia, na jejímž konci se nachází menší náměstí Plaza de Santo Domingo s barokním kostelem Santo Domingo z první poloviny 18. století. Vedle stojí budova divadla Teatro Romea z konce 19. století. K dalším ceněným stavbám náleží budova kasina z konce 19. století, klášter Santa Clara, barokně-rokokový kostel San Nicolás (polovina 18. století), San Bartolomé nebo barokní kostel San Andrés.

### Fotogalerie

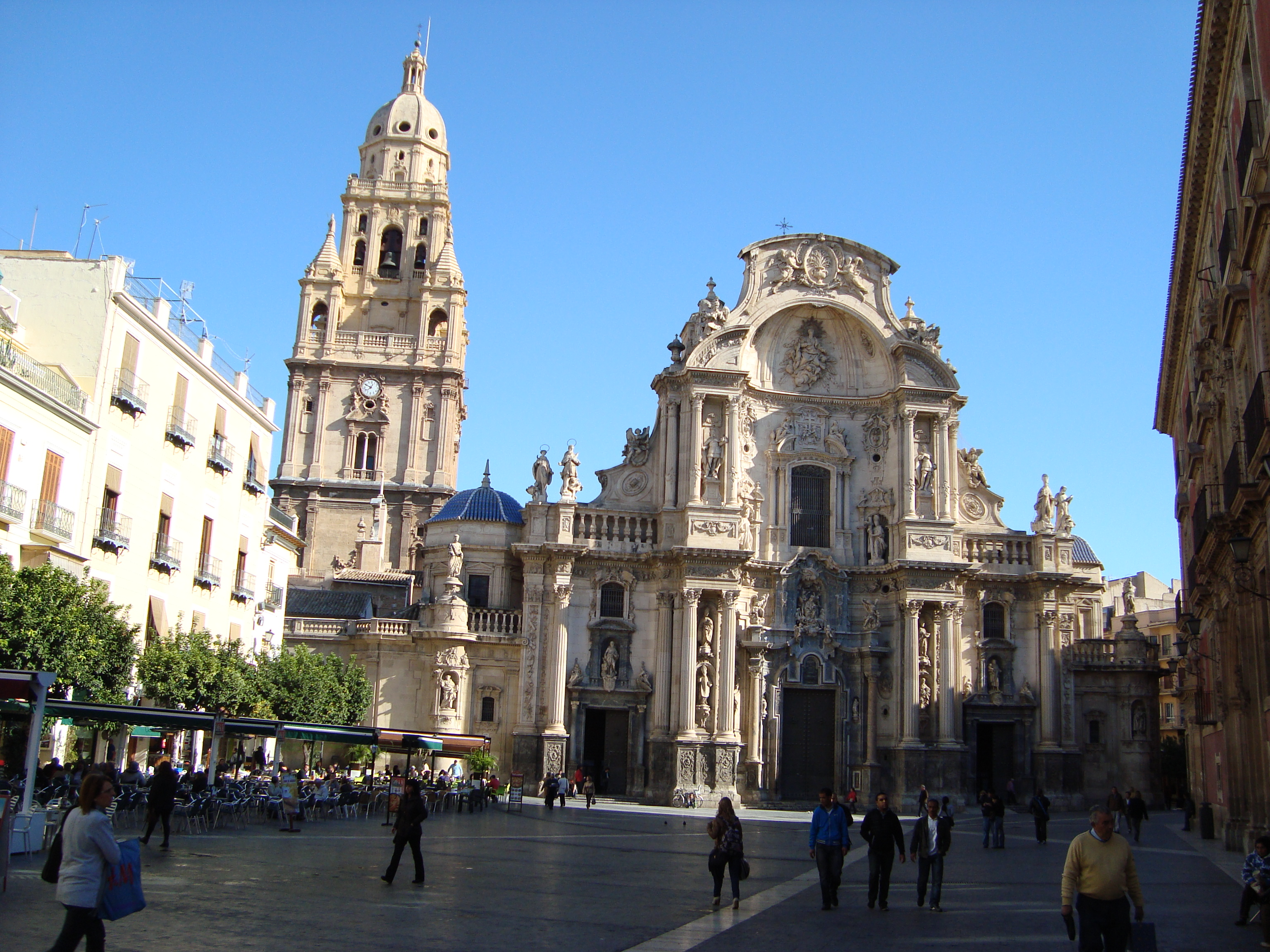
Murcijská katedrála
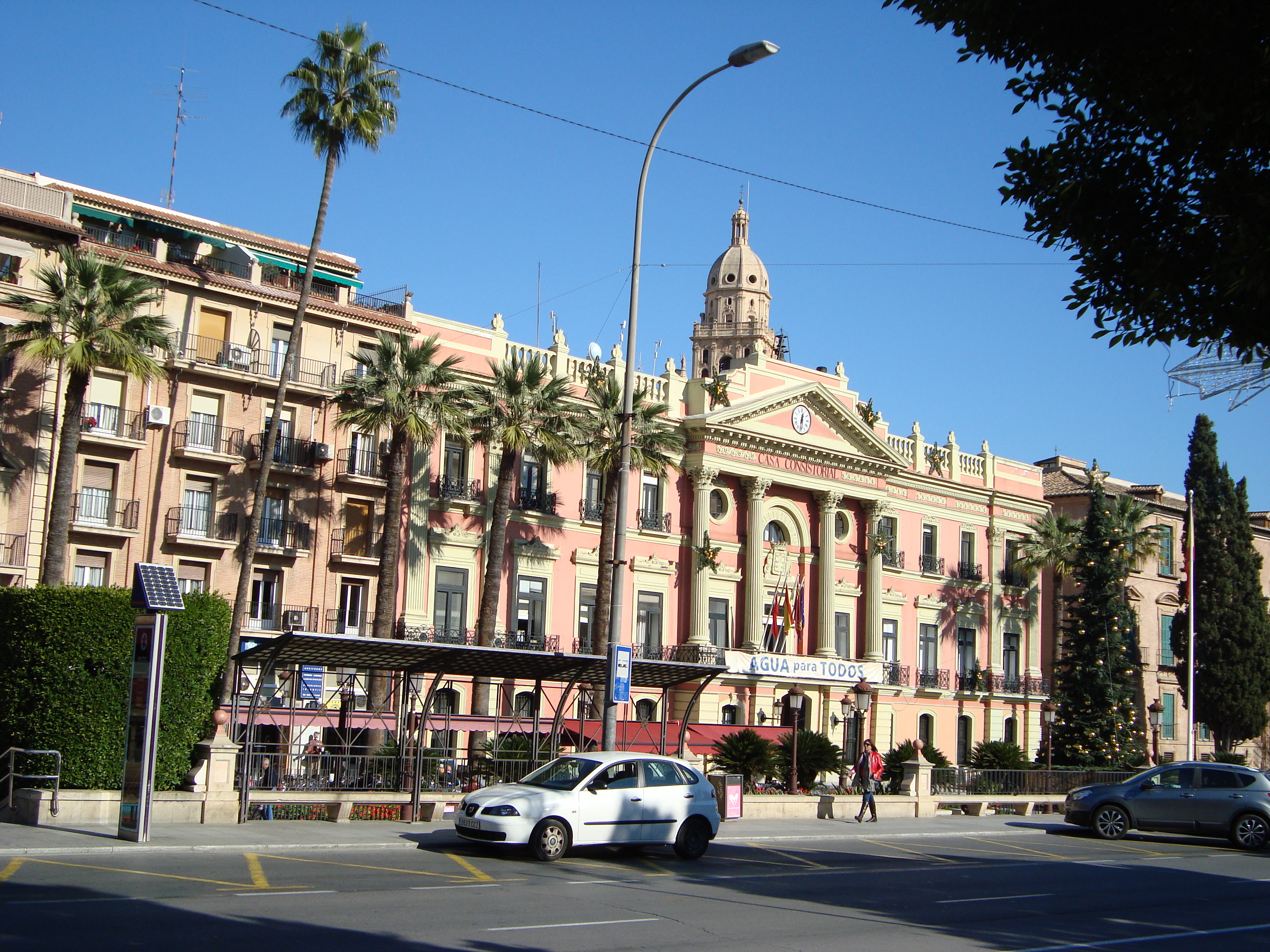
Budova radnice
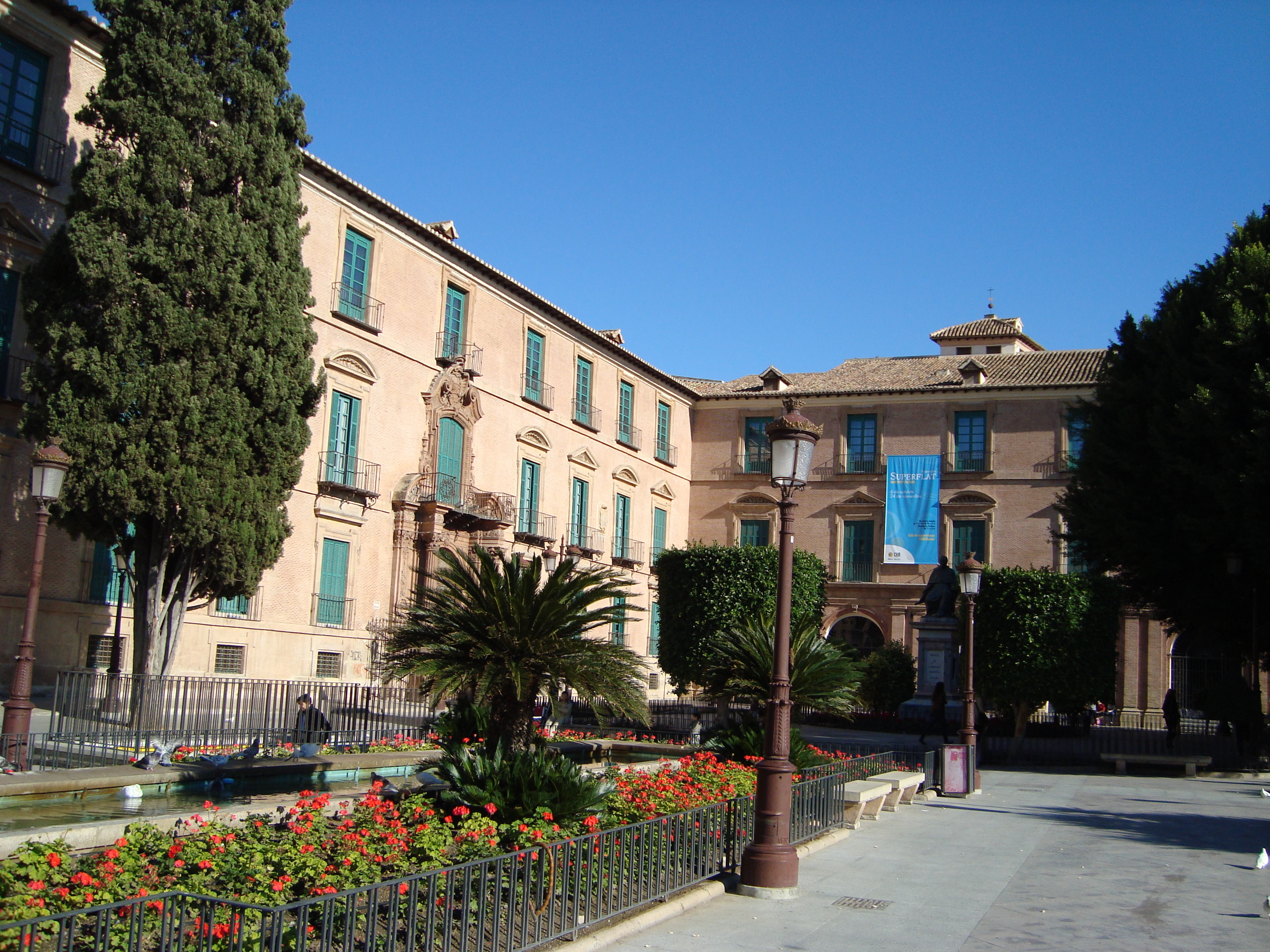
Biskupský palác
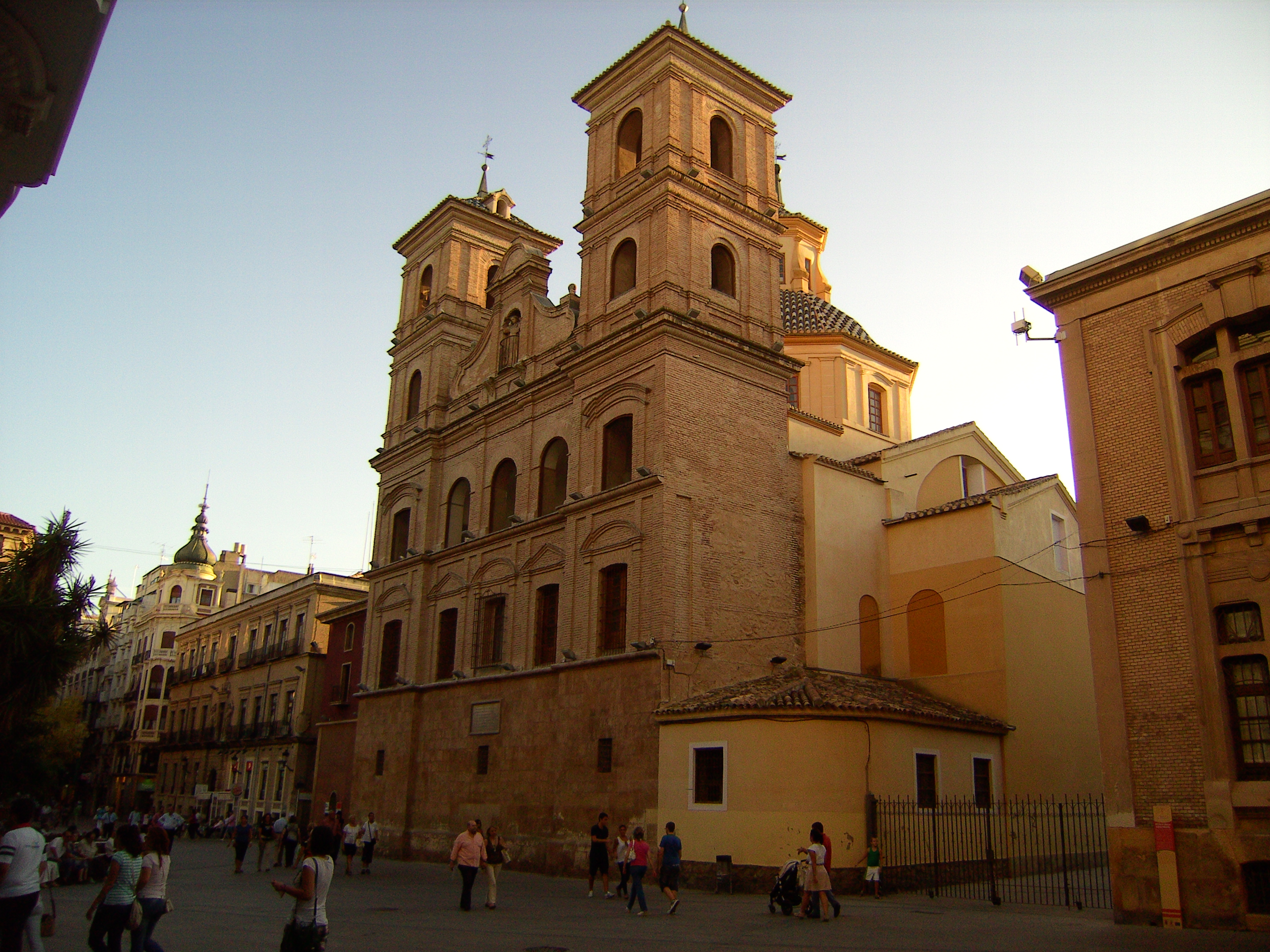
Kostel Santo Domingo
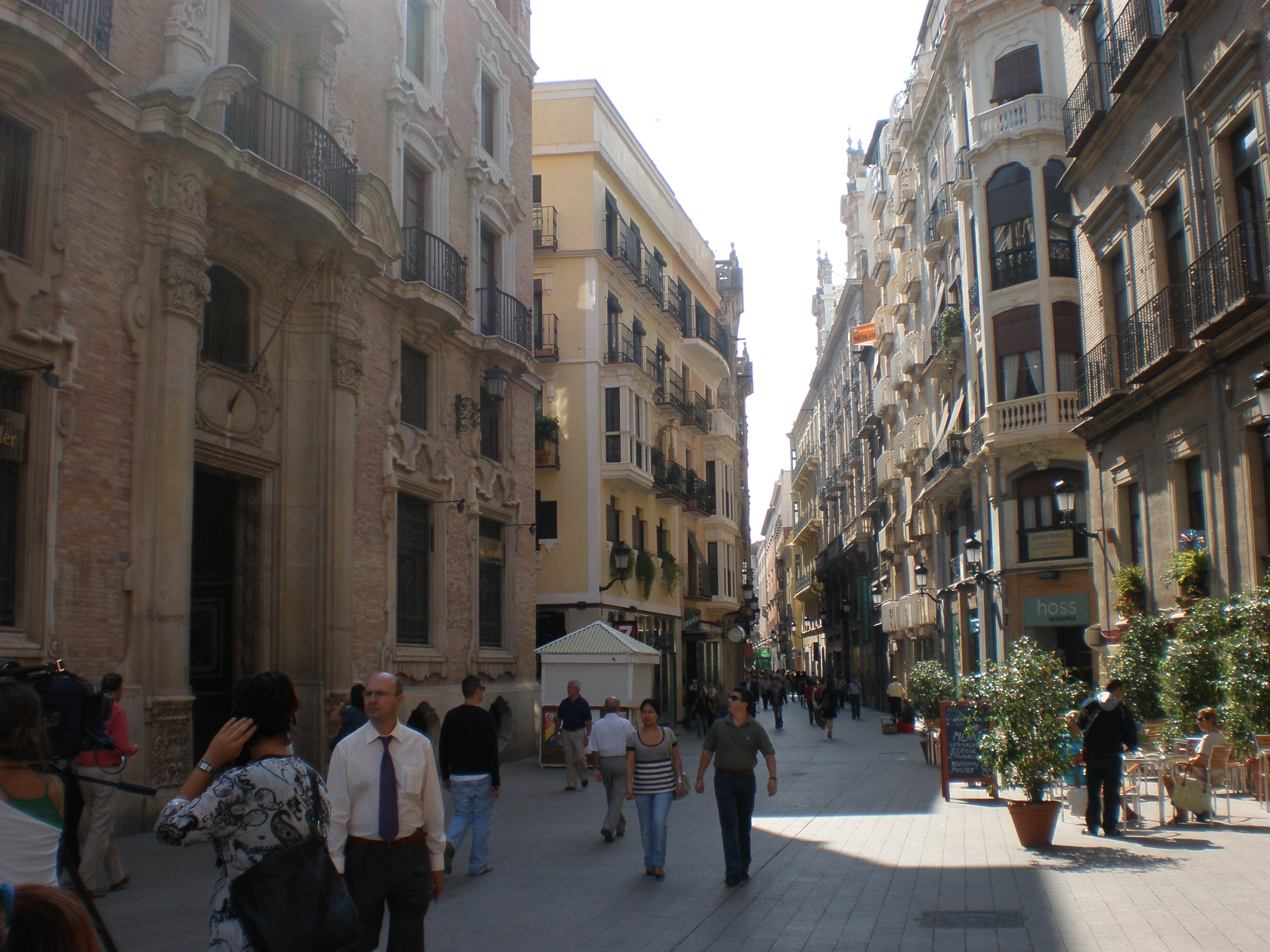
Ulice Calle Traperia
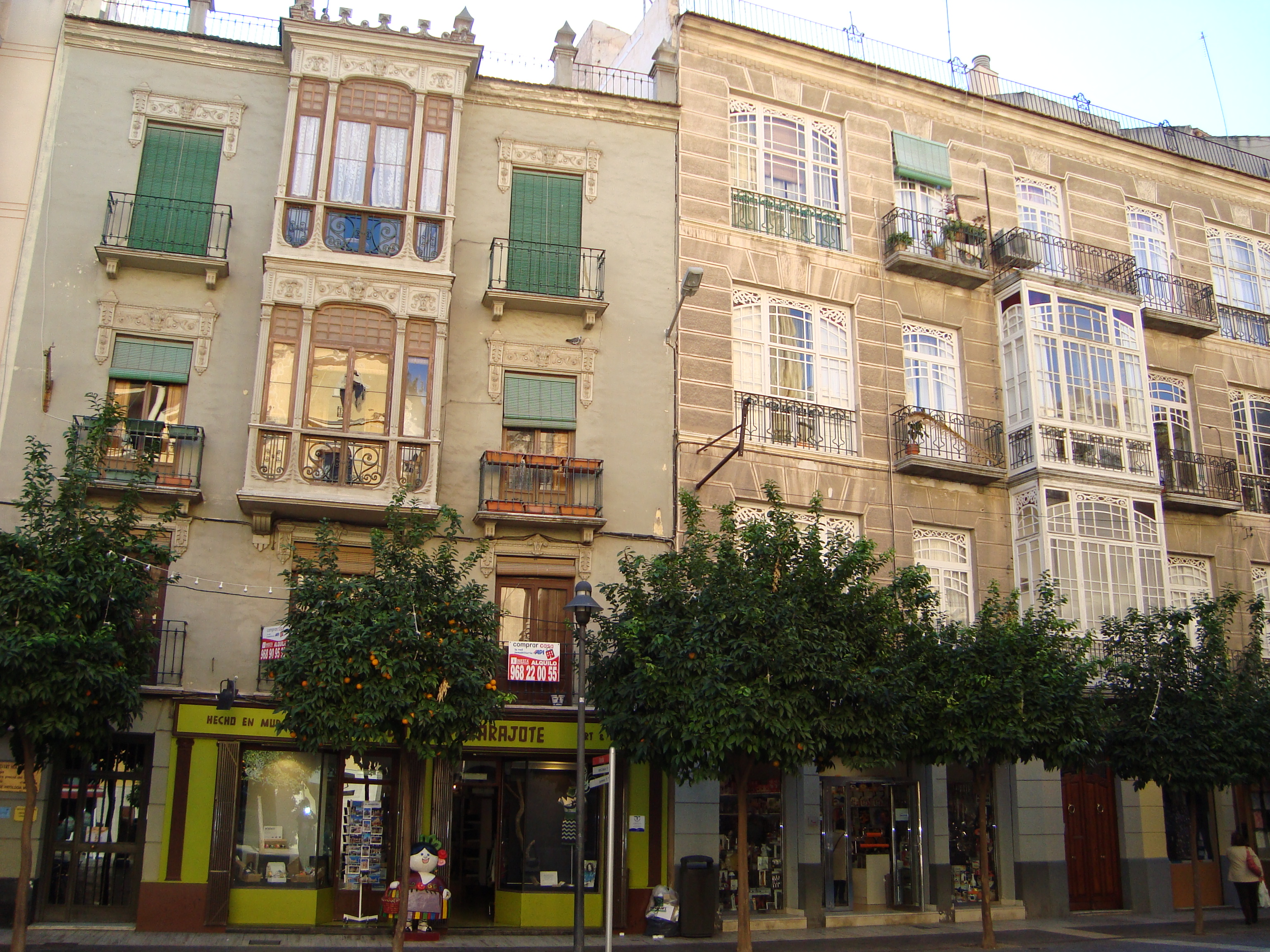
Ulice v centru s mandarinkovníky
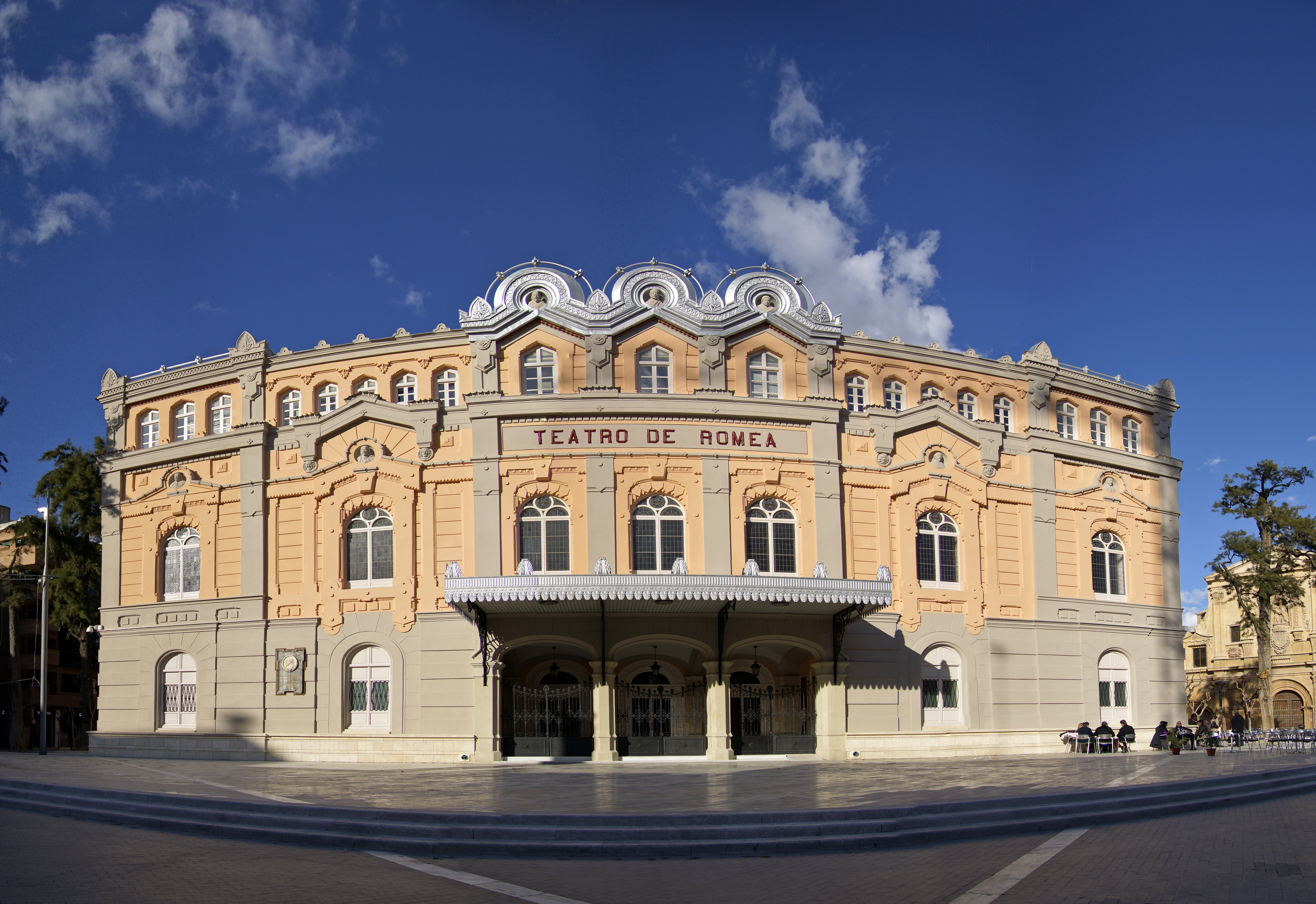
Divadlo Teatro Romea
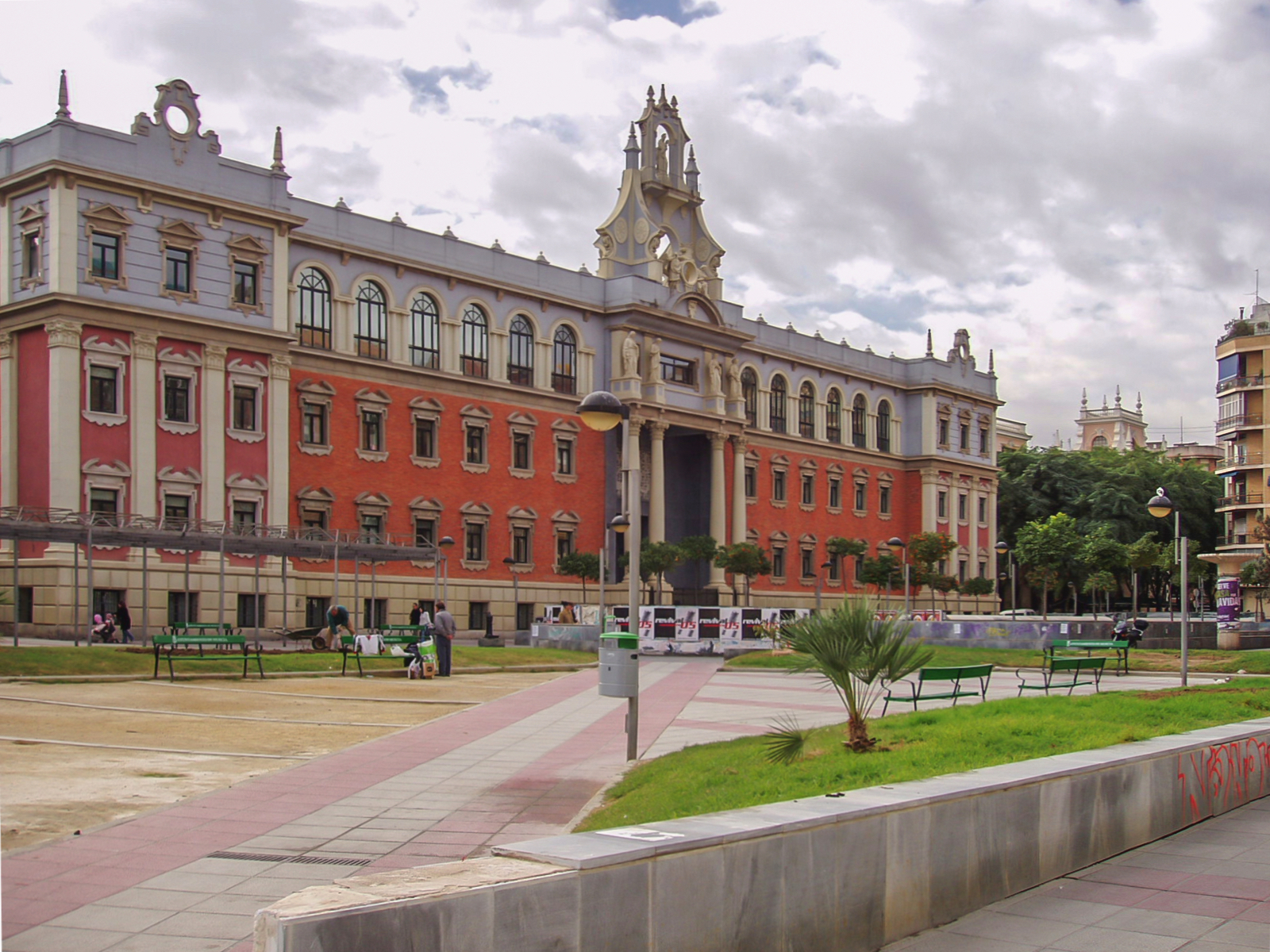
Univerzita Murcia

## Osobnosti města
- Ibn al-Arabí (1165–1240), islámský mystik a filozof, představiteln súfismu[4]
- Juan de la Cierva (1895–1936), pilot a konstruktér, vynálezce vírníku[5]
- Alejandro Valverde (* 1980), bývalý profesionální silniční cyklista, mistr světa v silniční cyklistice, vítěz Vuelty 2009[6]
- Nicolás Almagro (* 1985), bývalý profesionální tenista[7]
- Jaime Lorente (* 1991), herec, zpěvák a model[8]

## Partnerská města
- Grasse, Francie (1990)
- Irapuato, Mexiko (2012)
- Janov, Itálie (2018)
- Lecce, Itálie (2002)
- Lodž, Polsko (1999)
- Miami, Spojené státy americké (1994)
- Murcia, Filipíny (2002)